# Dalstorps församling
Dalstorps församling är en församling i Marks och Kinds kontrakt i Göteborgs stift. Församlingen ligger i Tranemo kommun i Västra Götalands län. Församlingen ingår i Kinds pastorat.

## Administrativ historik
Församlingen har medeltida ursprung och var till 2010 moderförsamling i pastoratet Dalstorp, Hulared, Nittorp, Ölsremma och Ljungsarp. Församlingen införlivade 2010 Nittorps, Hulareds, Ölremma och Ljungsarps församlingar och utgjorde därefter till 2014 ett eget pastorat. Från 2014 ingår församlingen i Kinds pastorat.

## Kyrkor
- Dalstorps kyrka
- Grimsås kyrka
- Hulareds kyrka
- Ljungsarps kyrka
- Nittorps kyrka
- Ölsremma kyrka